# David Anders
David Anders, född 11 mars 1981 i Grants Pass i Oregon, är en amerikansk skådespelare. Anders är mest känd för rollerna som Julian Sark i tv-serien Alias och Adam Monroe i Heroes. Värt att notera är att trots att han är amerikan har båda dessa roller haft engelska dialekter.
Han spelade John Gilbert i CW:s The Vampire Diaries.
Han har även gästspelat i CSI, Grey's Anatomy och Lie to Me. Han är även haft en liten roll i Once Upon A Time.